# Yonder
Yonder (en hangul, 욘더; romanización revisada del coreano:Yondeo) es una serie de televisión surcoreana dirigida por Lee Joon-ik y protagonizada por Shin Ha-kyun y Han Ji-min. La trama está basada en la novela Goodbye, Yonder, de Kim Jang-hwan. Se emitió desde el 14 de octubre de 2022 por el canal TVING, y está disponible asimismo en la plataforma Paramount+ para algunos países del mundo.

## Sinopsis
En 2032, un hombre recibe un mensaje de su difunta esposa con el que es invitado a Yonder, un espacio diseñado para que las personas puedan vivir con los recuerdos de sus allegados fallecidos y encontrarse con ellos. La serie plantea preguntas sobre la vida y la muerte y lo que significa tener la felicidad eterna a medida que la humanidad se enfrenta cara a cara con un mundo creado por los avances en la ciencia y la tecnología.

## Reparto

### Principal
- Shin Ha-kyun como Jae-hyun, un periodista científico que vive una vida vacía después de la muerte de su esposa.[6][7]
- Han Ji-min como Ye-hoo, la esposa fallecida de Jae-hyun. Justo antes de elegir la eutanasia, firmó un contrato misterioso y lleva a su esposo Jae-hyun a Yonder.[6][8]
- Lee Jung-eun como Sei-ren, una operadora de compras que invita a la gente a By N By.[9]
- Jung Jin-young como el doctor K, un científico estudioso del cerebro humano.[9]

### Secundario
- Bae Yoo-ram como Park, un jáquer amigo de Jae-hyun, junto al que lucha por conocer el mundo de Yonder.[10][11]
- Joo Bo-bi como Jo-eun, la encargada de una unidad de donación de órganos.[12]
- Cha Soon-bae como Choi Han-ki, un hombre que perdió a su familia en un incendio y acude a By N By.[13][14]
- Yoon Yi-reh como Peach, una joven cuyo padre murió cuando ella tenía 14 años, y con el que ahora se encuentra en By N By.[12][15]
- Yoon Seul como la madre de Ga Young, que murió de niña y con la que se encuentra en By N By.
- Shin Soo-jung como Kim Eun-hee, una joven que frecuenta By N By.[16][17]

#### Apariciones especiales
- Choi Hee-seo como la voz de Se-ri, dispositivo de control doméstico en la casa de Jae-hyun.[12]
- Choi Deok-moon como el editor jefe de la revista científica donde trabaja Jae-hyun.
- Park Yun-ho como un médico que prepara la eutanasia de Ye-hoo (ep. 1).
- John D. Michaels como el vendedor de muñecos de peluche, que vende una cigüeña a Ye-hoo (ep. 2)
- Lee Young-suk como un participante en el ensayo clínico (ep. 3).

## Producción
La serie está basada en la novela Goodbye, Yonder, publicada en 2011 por Kim Jang-hwan, que ganó con ella el 4.º Premio Literario New Wave en 2010.
Yonder es la primera serie web dirigida por Lee Joon-ik, quien ha firmado largometrajes como The King and the Clown, Hope, Dongju: el retrato de un poeta y Anarchist from Colony. El guion original había sido escrito por el propio Lee hacia 2014, pero se sucedieron varias reescrituras para reducir al máximo la historia y dejar solo el núcleo del original. El director considera Yonder como su decimoquinta película: aunque haya cambiado el medio del cine a la OTT, la ha rodado del mismo modo.
Por otra parte, significa el reencuentro de los protagonistas Han Ji-min y Shin Ha-kyun, diecinueve años después de la aparición de la serie Good Person. Según el director Lee Jun-ik, este dio libertad a los dos protagonistas, sin instrucciones específicas, para encarnar esos dos personajes que no se salvaban entre sí y que no estaban subordinados el uno al otro.
Se trata asimismo de la primera serie coreana coproducida por TVING y Paramount+ a través de su reciente asociación entre CJ ENM y Paramount Global.
Un primer avance de la serie se publicó el 1 de septiembre de 2022. El tráiler principal se lanzó el 23 del mismo mes.
El 7 de septiembre TVING anunció que la serie había sido invitada al 27.º Festival Internacional de Cine de Busan, donde se exhibirán tres de sus episodios en la sección On Screen.

## Banda sonora original
| Parte | Fecha de publicación  | N.º | Título                               | Letra                        | Música                                     | Artista        | Duración |
| ----- | --------------------- | --- | ------------------------------------ | ---------------------------- | ------------------------------------------ | -------------- | -------- |
| 1     | 15 de octubre de 2022 | 1   | «I’ll Be Fine With You»              | Kim Sung-yoon                | Kim Sung-yoon                              | Zitten         | 3:55     |
| 1     | 15 de octubre de 2022 | 2   | «I’ll Be Fine With You»(inst.)       |                              | Kim Sung-yoon                              |                | 3:55     |
| 2     | 22 de octubre de 2022 | 1   | «Diver»                              | GDLO, Kwon Ae-jin (MonoTree) | GDLO, Kwon Ae-jin (MonoTree), Lee Ki-cheol | Sondia         | 3:17     |
| 2     | 22 de octubre de 2022 | 2   | «Beyond Sadness» (잊게될거야)        | Lee Seung-yeol               |                                            | Lee Seung-yeol | 3:27     |
| 2     | 22 de octubre de 2022 | 3   | «Diver»(inst.)                       |                              | GDLO, Kwon Ae-jin (MonoTree), Lee Ki-cheol |                | 3:17     |
| 2     | 22 de octubre de 2022 | 4   | «Beyond Sadness» (잊게될거야)(inst.) |                              |                                            |                | 3:27     |

## Crítica
Según Kwon Gu-hyun (Hanryu Times), «El director Lee Jun-ik se centra en el humanismo de la obra original. Mira el límite entre la vida humana y la muerte, y la memoria. Se reduce la acción y se añade el significado. Puede ser tranquilo y desolado por esto, pero el espacio está lleno de tiempo para la contemplación. Sin perder un momento que pueda volverse aburrido, ajusta la velocidad de la obra y lleva al espectador al final del viaje. Es su primer trabajo como director de series, pero tiene un poder de mando digno de un maestro que ha dirigido catorce películas».